# Sweetener World Tour
Sweetener/ thank u, next World Tour là chuyến lưu diễn hoà nhạc thứ tư của nữ ca sĩ người Mĩ Ariana Grande nhằm quảng bá cho album phòng thu thứ tư và thứ năm của cô, "sweetener" và "thank u, next". Chuyến lưu diễn khởi động vào ngày 18 Tháng Ba, 2019 tại Albany, New York, và dự kiến kết thúc vào 25 Tháng Mười Một, 2019 tại Orlando, Florida.
Vào ngày 6 Tháng Năm 2018, Ariana hé lộ về chuyến lưu diễn thứ tư của mình qua tài khoản Twitter của cô, ngay sau khi hé lộ tên album mới sắp phát hành   (sweetener) trên The Tonight Show Starring Jimmy Fallon. Ba tháng sau, cô tuyên bố đã có kế hoạch cho một chuyến lưu diễn. Ariana bắt đàu một chuyến lưu diễn quảng bá cho "sweetener" mang tên The Sweetener Sessions, bắt đầu vào ngày 20 tháng 8 năm 2018, tại thành phố New York, Hoa Kỳ và kết thúc vào ngày 4 tháng 9 năm 2018, tại London, Anh. Vé tham dự cho chuyến lưu diễn cũng được bán trên trang web chính thức của Ariana Grande ngay sau đó. Tiêu đề Sweetener World Tour được Ariana công bố vào ngày 24 tháng 10 năm 2018, thông báo ngày ở Bắc Mỹ một ngày sau đó.
Chặng đầu tiên (Chặng 1) của chuyến lưu diễn được dự kiến đi qua 40 thành phố thuộc Bắc Mĩ, bắt đầu vào ngày 18 tháng 3 năm 2019, tại Albany và kết thúc vào ngày 4 tháng 8 năm 2019, tại Lollapalooza. Việc bán trước cho vé cho chặng đầu tiên của tour diễn ra từ ngày 1 tháng 11 đến ngày 3 tháng 11 năm 2018. Vào ngày 5 tháng 11 năm 2018, vé đã được mở bán và Ariana đã công bố Normani và Social House sẽ là các nghệ sĩ mở màn đêm diễn cho Sweetener World Tour.  Vào ngày 10 tháng 12 năm 2018, do nhu cầu phổ biến, các đêm diễn thứ hai đã được thêm vào ở Chicago, Los Angeles, Miami, Brooklyn, Thành phố New York, Washington, DC, Boston, Philadelphia và Toronto. Vào ngày 14 tháng 1 năm 2019, các buổi biểu diễn ở Chicago, Indianapolis, Columbus, Milwaukee, St. Louis, Saint Paul, Denver và Salt Lake City đã được lên lịch lại và các buổi biểu diễn ở Omaha và Raleigh đã bị hủy do nữ ca sĩ đảm nhiệm vị trí headliner tại sự kiện âm nhạc Coachella vào ngày 14 tháng 4 và ngày 21 tháng 4 năm 2019, và một buổi diễn mới đã được thêm vào ở Las Vegas.  Vào ngày 28 tháng 5 năm 2019, các đêm diễn tại Tampa và Orlando đã bị dời lại do bệnh tật.
Vào ngày 14 tháng 12 năm 2018, Ariana Grande đã công bố lịch diễn tại Châu Âu cho tour diễn. Một đêm diễn đặc biệt đang được lên kế hoạch ở Manchester. Chặng thứ hai của tour diễn được lên kế hoạch để đi qua 19 thành phố trên khắp châu Âu, bắt đầu vào ngày 17 tháng 8 năm 2019, tại Luân Đôn và kết thúc vào ngày 13 tháng 10 năm 2019, tại Zürich. Việc bán trước cho vé cho chặng thứ hai của tour diễn ra trong khoảng thời gian từ 19 tháng 12 đến 21 tháng 12 năm 2018 cho Vương quốc Anh và từ 18 tháng 12 đến 20 tháng 12 năm 2018 cho tất cả các buổi diễn khác. Vào ngày 20 tháng 12 năm 2018, vé đã được mở bán (trừ Vương quốc Anh) và do nhu cầu phổ biến, các đêm diễn bổ sung đã được thêm vào ở Amsterdam, Paris và Dublin.Vào ngày 21 tháng 12 năm 2018, vé đã được mở cho công chúng ở Vương quốc Anh và do nhu cầu phổ biến, các chương trình bổ sung đã được thêm vào ở London và Birmingham. Vào ngày 25 tháng 2 năm 2019, do nhu cầu phổ biến, các buổi diễn bổ sung đã được thêm vào ở Hamburg và Dublin. Vào ngày 5 tháng 3 năm 2019, Ariana thông báo rằng Ella Mai sẽ là người mở màn cho chặng diễn tại châu Âu. Vào ngày 11 tháng 6 năm 2019, do nhu cầu phổ biến, các chương trình bổ sung đã được thêm vào ở London.

## Đánh giá
Tour diễn đã nhận được đánh giá tích cực từ các nhà phê bình. Brittany Spanos từ Rolling Stone đã cho đêm khởi động tại Albany đánh giá tích cực, nói rằng "Chuyến lưu diễn thế giới mới của Ariana Grande chứa đầy kịch tính cảm xúc, vẻ ngoài mang tính biểu tượng và những bản hit không thể phủ nhận". Spanos cũng bình luận về ngoại hình của Arri, nói rằng "Ngày càng ít ngôi sao trẻ có thẩm mỹ đặc biệt có thể được người hâm mộ tái tạo, nhưng Ariana đã dành nhiều năm để hoàn thiện cách cô ấy thể hiện bản thân. Tour diễn đã thu hút hàng trăm nghìn fan hâm mộ trên toàn thế giới và tạo được 1 hiệu ứng khủng từ tour diễn " Sweetener "